# Invest Sweden
Invest Sweden eller Myndigheten för utländska investeringar i Sverige bildades 1 juli 1995 och löd under Utrikesdepartementet (UD). Invest Sweden tillsammans med Exportrådet, VisitSweden, Svenska Institutet (SI) samt funktioner inom UD ingick i paraplyorganisation Nämnden för Sverigefrämjande i Utlandet (NSU). Myndigheten hette i början Delegationen för utländska investeringar i Sverige, och arbetade till maj 2010 under varumärket Invest in Sweden Agency, ISA. 
Efter ett flerårigt utredningsarbete inom UD samt viss kritik mot myndigheten och dess generaldirektör Per-Erik Sandlund meddelade regeringen den 20 mars 2012 att Invest Sweden kommer att avvecklas och att verksamheten kommer att slås samman med Exportrådet . I januari 2013 slogs Invest Sweden samman med Exportrådet för att bilda Business Sweden.

## Uppdraget
Invest Sweden hade till uppdrag att öka de utländska direktinvesteringarna i Sverige. Detta innebar att medverka till att stärka Sveriges internationella konkurrenskraft och bilden av Sverige i utlandet. Tanken med Invest Sweden var att medverka till utländska direktinvesteringar, bl.a. i form av nyetableringar, expansionsinvesteringar, samarbetsavtal samt förvärv och fusioner. Invest Sweden arbetade dels med ett allmänt investeringsfrämjande, dels med internationell marknadsföring av strategiska branscher mot utvalda marknader. Verksamheten bedrevs i nära samarbete med sjutton regionala partners runt om i Sverige. Invest Sweden hade affärsområden inriktade mot Automotive, Cleantech, ICT, Life Sciences, Materials Science samt Services Industry, vilket bland annat omfattade Real Estate, Retail, Tourism, Logistics samt Regional Headquarters. Per-Erik Sandlund utsågs till Generaldirektör av regeringen i maj 2008. 
Enligt regeringens regleringsbrev var målen för Invest Swedens verksamhet att:
- Verka för att utländska investerare investerar i Sverige.
- Bidra till ökad kunskap och ökat intresse för Sverige som investeringsland.
- Öka och fördjupa samarbetet med aktörer inom den privata och offentliga sektorn och höja kompetensen vad gäller utländska direktinvesteringar hos relevanta beslutsfattare i kommuner, län och regioner.
- Tillhandahålla beslutsunderlag av hög kvalitet till regeringen och andra relevanta aktörer i form av analyser om svensk och internationell ekonomi ur ett investeringsperspektiv.

## Här fanns Invest Sweden
Invest Sweden hade svenska kontor i Stockholm och Göteborg, och egna utlandskontor i Japan, Kina, Nordamerika, Indien och sedan november 2010 även i Brasilien. Invest Sweden hade ett nära samarbete med svenska kommuner och regioner, samt ett 40-tal av UD:s utlandsmyndigheter. Antalet anställda i Sverige och utomlands uppgick till ca 70 personer, varav ungefär hälften arbetade i Sverige.
Invest Sweden är medlem i World Association of Investment Promotion Agencies (WAIPA).

## Kritik
Myndigheten bidrog till som mest ca 130 investeringar årligen, bekräftat och dokumenterat av investerarna. Bland dessa ingick även några kontroversiella projekt, som Dragon Gate i Älvkarleby och China Europe Business & Exhibition Center i Kalmar. 
Under 2011 avslöjades missförhållanden i myndigheten angående otydligheter i redovisningen av verksamhetens resultat. 

## Generaldirektörer
Invest Sweden och ISA har haft följande generaldirektörer:
- 1995–2008: Kai Hammerich
- 2008–2012: Per-Erik Sandlund
- 2012:  Bengt-Åke Ljudén (tf)